# الطاهر شريعة
الطاهر شريعة (ولد بصيادة في 5 يناير 1927 - توفي في تونس في 4 نوفمبر 2010 )، سينمائي تونسي ومؤسس مهرجان أيام قرطاج السينمائية عام 1966.

## تعليمه
درس التعليم الابتدائي بمسقط رأسه ثم التحق بالمدرسة الصادقية ثم بعد حصوله على شهادة الباكالوريا التحق بمعهد الدراسات العليا بتونس، وكان من مؤسسي جمعية الطلبة التونسيين عام 1950.
عمل بعد تخرجه أستاذا بالتعليم الثانوي بمدينة صفاقس ثم أسندت إليه إدارة مصلحة السينما بوزارة الثقافة في مطلع الستينات. وقد ساهم في تأسيس الجامعة التونسية لنوادي السينما ويعتبر مؤسسا لأيام قرطاج السينمائية (1966).
ألف أيام قرطاج السينمائية ...فيها وعليها (1998).

## وفاته
توفي الطاهر شريعة أيام قليلة بعد تكريمه في الدورة 23 لأيام قرطاج السينمائية. ووقع دفنه حسب وصيّته في مقبرة بلدته تحت شجرة زيتون قبالة البحر يوم 5 نوفمبر 2010.

## روابط خارجية
- الطاهر شريعة على موقع IMDb (الإنجليزية)
- الطاهر شريعة على موقع أول موفي (الإنجليزية)
- الطاهر شريعة على موقع كينوبويسك (الروسية)